# 福岡スナックママ連続保険金殺人事件
福岡スナックママ連続保険金殺人事件（ふくおかスナックママれんぞくほけんきんさつじんじけん）は、2004年（平成16年）に発覚した連続保険金殺人事件である。

## 概要
1994年10月22日、Xは再婚相手のA（当時34歳）に睡眠薬入りの酒を飲ませて眠らせたところを、包丁で割腹自殺に見せかけて殺害した。
Aは建設会社の社長で1987年に再婚し、1992年に自宅を新築した。しかし、1994年9月に取引先の倒産で1600万円の焦げ付きが発生し、これが原因で1億3000万円の負債を抱えて倒産。
XはAに対し「あなたが死んだら借金が返せる」と繰り返し迫ったが、Aが自殺未遂を繰り返したために自分の手で殺害した。殺害後、現場に借用書をばらまくなどして偽装工作を行ったため、負債を苦にした自殺と判断されて保険金1億6000万円を得た。会社の債務処理などもあり、手元に残ったのは数千万円ほどとされる。
1995年9月、Xは手元に残った金を元手に福岡市博多区中洲にスナック店を開業。Xは「深い関係になれば、客は何度も来てくれる」と考えてスナックの来客と積極的に付き合い始めた。しかし、スナック店は1997年1月に家賃を滞納して移転するなど経営がうまくいかなかったため、Xはスナックの来客に対して「関係をばらす」などと恐喝を繰り返して金銭を脅し取るようになる。やがて、出張でスナックを訪れたBと親密な関係を築くようになる。
1999年6月、スナック店の常連だったBと結婚。しかしXは派手な生活を続けていたためにすでに資金は底をついていた。
2000年11月12日、XはB（当時54歳）の嘱託を受けて、睡眠導入剤やアルコールを飲ませた上で浴槽で溺死したように見せかけて殺害した。福岡県警が検視を行った際、XはBが糖尿病を患っていたことを打ち明けた上で「夫は500ミリ・リットルの缶ビールを5本飲んで風呂に入った。深夜に入浴する習慣があった」と説明したため、福岡県警は入浴時に脳梗塞によって浴槽に転落したと判断し、事故死として処理した。
この後、契約していた保険金約5000万円を請求したが、保険の多重契約による告知義務違反により保険金は2740万円しか支払われなかった。 2001年9月、Xは保険会社を相手取り、保険金の支払いを求めて福岡地裁に提訴したが、2002年10月、福岡地裁は「男性は契約の際、持病を告げておらず、告知義務違反にあたる」としてXの請求を棄却した。
2001年2月にスナック店を閉店した後は定職に就かずに遺族年金や母親の年金をあてにしており、夕方から閉店までパチンコに興じる生活を送っていた。
2004年7月22日、複数の交際相手から1000万円以上の多額の現金を脅し取っていたとして、福岡県警は恐喝容疑でXを逮捕した。また、過去に結婚していた夫2人が高額の生命保険に加入した後、変死していたため、福岡県警は保険加入の経緯などについても事情を聴取。結果、過去2件の夫殺しも露見（以前から福岡県警に疑われていたという）。
2004年9月15日、福岡県警は保険金目当ての殺人容疑でX（当時48歳）とXの子供の家庭教師であったY（当時33歳）を逮捕した。
2004年10月6日、福岡地検はXとYをAに対する殺人罪で起訴した。その後、XはBを殺害したことも供述したため、福岡県警と福岡地検はBに対する殺人容疑でも再逮捕・追起訴した。その他、XはBの保険金を詐取したとして詐欺罪でも追送検・追起訴された。

## 刑事裁判

### Xの裁判
2004年12月13日、福岡地裁（川口宰護裁判長）で初公判が開かれ、Xは「間違いありません」と述べて起訴内容を全面的に認めた。罪状認否の際、弁護人が2件の殺人事件について「認否を留保したい」と述べた直後、Xは「正直に警察に話した。死刑になっても構わないので罪を償いたい。裁判をお願いします」と発言したため、弁護人が認否前に被告人質問を行う異例の展開となった。
2005年2月10日、Bの殺害について「殺害していない」と初公判から一転して否認し、Aに対する殺害も共犯に問われたYが実行行為をしたと主張した。このため、改めて罪状認否を行ったが「頭を浴槽に沈めてはいません。保険金は受け取ったが殺してはいません」と改めてBの殺害を否認した。
2005年9月29日、被告人質問が行われ、Xは「警察の取調官や検事から『争ったら死刑、認めたら無期』などと言われた」と述べて自白の誘導があったと回答した。
2007年2月6日、福岡地裁は、XがBを殺害したと自白した供述調書について、任意性を認めて証拠採用した。
2007年5月10日、論告求刑公判が開かれ、検察官は「ぜいたくで派手な生活を続けたいという身勝手極まりない利欲目的で殺害した。極刑相当とも考えられるが、事件の経過にかんがみ、極刑は控える」として無期懲役を求刑した。論告で検察官は「女王バチが働きバチに命がけの奉仕を求めるがごとく、2人が死ぬことは当然至極のこととして殺害した」と犯行態様などについて厳しく非難した。
2007年6月7日、最終弁論が開かれ、弁護人は「浴槽の湯で水死体が直ちに浮くことはあり得ない。殺害後、死体が直ちに浮いたというXの捜査段階の自白は信用性が認められない」としてBに対する殺人罪について無罪を主張した。
最終意見陳述でXは「人の道を外れ、人として大変恥ずかしく、情けない気持ちでいっぱい。犯した罪のすべてをしっかり受け止めたい」と述べて結審した。
2007年7月19日、福岡地裁（川口宰護裁判長）で判決公判が開かれ「自己の欲望のためには人の生命を奪うことさえいとわず、誠に身勝手で自己中心的な犯行」として求刑通り無期懲役の判決を言い渡した。
判決では、最大の争点となったXの捜査段階の自白の信用性について、Aの殺害は「取調官から供述を誘導され、押しつけられた疑いが強い」としてYが実行したとする供述の信用性を否定した。一方、Bの殺害については「好きだったXのために死んで生命保険金を残すしかないと考え、『身体がお湯から出てこないよう押さえつけて手伝ってくれ』と依頼し、Xが殺した」として自白は信用できると認定した。その他、公判中のXの供述については「Yに転嫁しようとする姿勢が強くうかがわれる」として信用性を全面的に否定した。
その上で量刑については「犯行動機はあまりにも身勝手かつ自己中心的。あるべき反省が真摯になされているとは、到底認められない」として無期懲役が相当と結論付けた。Xは判決を不服として控訴した。
2008年9月25日、福岡高裁（陶山博生裁判長）で控訴審初公判が開かれ、被告人質問でXはA殺害について「私は刺していない。ただ、現場にはいたので罪を認めます」と一部事実誤認を主張した。B殺害については「取り調べで『家族を含めて逮捕する』と言われ、自白を強要された。絶対に殺していません」と無罪を主張した。そして「一日でも早く母や子供たちと過ごす時間をください。罪は一生償います」と有期懲役を求めて即日結審した。
2008年12月18日、福岡高裁（陶山博生裁判長）は「金銭欲を満たすために自殺を迫って精神的に追いつめた末に殺害した動機に酌量の余地は全くない」として一審・福岡地裁の無期懲役判決を支持、弁護側の控訴を棄却した。判決では、A殺害について「記憶に残るはずなのに被告の供述は変遷しており不自然」、B殺害については「捜査段階を通じて一貫して自白した」としてXの単独犯と認定、被告側の主張をいずれも退けた。
判決言い渡し後、裁判長は「もう一度、自分が何をしたのか、どんなに周りの人につらい思いをさせたか、夫に苦しい思いをさせたか考えてください」と説諭した。Xは判決を不服として上告した。
2011年4月26日、最高裁第一小法廷（白木勇裁判長）は被告側の上告を棄却する決定を出したため、無期懲役の判決が確定した。

### Yの裁判
2004年12月13日、福岡地裁（川口宰護裁判長）で初公判が開かれ、罪状認否を留保した。
2005年2月10日、罪状認否で「共謀の事実はなく、実行行為にも加わっていない」と述べて起訴事実を全面否認、無罪を主張した。
2006年6月29日、弁護側が改めて冒頭陳述を行い、殺害の共謀は一切ないとして無罪を主張した。以降の公判はXと分離公判で審理された。
2006年12月12日、被告人質問でYはA殺害について「Xが刺したと思う。Xの罪をかぶるのは嫌だ」と回答し、改めて無罪を主張した。
2007年3月8日、論告求刑公判が開かれ、検察側は「Xへの恋愛感情を背景にした冷酷非道で計画的な犯行」として懲役12年を求刑した。　　
2007年4月26日、最終弁論が開かれ、弁護側は「殺害の実行も共謀もしていない」として再度無罪を主張した。
最終意見陳述でYは「殺害にはまったく関与していないことを信じてほしい」と訴えて結審した。
2007年7月19日、福岡地裁（川口宰護裁判長）で判決公判が開かれ「殺害後の証拠隠滅などを協力するように期待させ、Xの殺害を心理的に容易にした」として殺人幇助罪を適用して懲役3年6月の判決を言い渡した。Yは判決を不服として控訴した。
2008年4月22日、福岡高裁（陶山博生裁判長）は「殺人ほう助罪を認めるに足りる証拠はない」として一審判決を破棄して逆転無罪の判決を言い渡した。判決では殺人幇助罪について「Yが事後処理を協力しようと考え、Xも協力を期待していたことを認めるに足りる証拠はない」などとして犯人性を認めず無罪とした。
この判決に対し、福岡高検は上告を断念したため、上告期限を迎えた5月8日午前0時をもって無罪判決が確定した（疑わしきは罰せずおよび保険金殺人#概要も参照の事）。

## 犯人像
1955年、Xは福岡市近郊の糟屋郡志免町の裕福な靴製造販売会社社長の娘として生まれた。ミッションスクールの福岡女学院高校を経て武蔵野音楽大学ピアノ科を卒業した。子供の頃はピアノが上手でかわいかったため、白雪姫と呼ばれた。
大学時代に1歳年上の慶應義塾大学生だった男性と出会い、1979年に周囲の反対を押し切って結婚。2児を生んで自ら開いたピアノ教室も盛況だったが、この夫に対して「結婚は失敗だった」と叫んで包丁を突きつけるなど関係が悪化して1985年10月に離婚した。再婚後は服装や化粧などに多額の金銭を費やすなど派手な生活を送るようになる。
事件後にこの元夫は、「水商売で簡単に金を稼げて性格が変わったようだ。負債返済に苦しむのと相まって、次第に金しか見えなくなっていったのかも」と離婚後のXとのやり取りを踏まえて供述している。また、Xの性格について知人は「自己中心的で、感情の起伏が激しかった」と評し、「私と死んで！」と包丁を突きつけられたことがあったと証言した。

## 関連書籍
- コアマガジン『実録戦後女性犯罪史。日本毒女たちの凶状録』

## テレビ番組
- 『ザ!世界仰天ニュース』（日本テレビ系、2022年3月22日放送）[53]